# Copiii domnișoarei Peregrine: Între două lumi
Copiii domnișoarei Peregrine: Între două lumi (titlu original: Miss Peregrine's Home for Peculiar Children) este un film fantastic american din 2016 regizat de Tim Burton. Rolurile principale au fost interpretate de actorii Terence Stamp, Samuel L. Jackson, Judi Dench și Eva Green. Scenariul este scris de Jane Goldman după  romanul Miss Peregrine de Ransom Riggs. 

## Distribuție
| Actor             | Personaj                  |
| ----------------- | ------------------------- |
| Eva Green         | Miss Alma LeFay Peregrine |
| Asa Butterfield   | Jacob "Jake" Portman      |
| Chris O'Dowd      | Franklin Portman          |
| Terence Stamp     | Abraham Portman           |
| Judi Dench        | Miss Esmeralda Avocet     |
| Kim Dickens       | Mrs. Portman              |
| Ella Purnell      | Emma Bloom                |
| Samuel L. Jackson | Mr. Barron                |

## Producție
Filmările au început în februarie 2015 la Londra. Cheltuielile de producție s-au ridicat la 110 milioane $.

## Lansare și primire
A avut încasări de 296,5 milioane $.
| Premiu                          | Data ceremoniei   | Categorie                                         | Primitori și nominalizări                                                        | Rezultat     | Ref.          |
| ------------------------------- | ----------------- | ------------------------------------------------- | -------------------------------------------------------------------------------- | ------------ | ------------- |
| Costume Designers Guild         | 21 februarie 2017 | Excellence in Fantasy Film                        | Colleen Atwood                                                                   | Nominalizare | [ 14 ]        |
| Globes de Cristal Awards        | 30 ianuarie 2017  | Best Foreign Film                                 | Tim Burton                                                                       | Nominalizare | [ 15 ]        |
| Hollywood Music in Media Awards | 17 noiembrie 2016 | Best Original Song – Sci-Fi/Fantasy Film          | "Wish That You Were Here" – Florence and the Machine                             | Nominalizare | [ 16 ] [ 17 ] |
| People's Choice Awards          | 18 ianuarie 2017  | Favorite Dramatic Movie                           | Miss Peregrine's Home for Peculiar Children                                      | Nominalizare | [ 18 ]        |
| Saturn Awards                   | 28 iunie 2017     | Best Fantasy Film                                 | Miss Peregrine's Home for Peculiar Children                                      | Nominalizare | [ 19 ]        |
| Teen Choice Awards              | 13 august 2017    | Choice Fantasy Movie                              | Miss Peregrine's Home for Peculiar Children                                      | Nominalizare | [ 20 ]        |
| Teen Choice Awards              | 13 august 2017    | Choice Fantasy Movie Actor                        | Asa Butterfield                                                                  | Nominalizare | [ 20 ]        |
| Teen Choice Awards              | 13 august 2017    | Choice Fantasy Movie Actress                      | Eva Green                                                                        | Nominalizare | [ 20 ]        |
| Visual Effects Society Awards   | 7 februarie 2017  | Outstanding Visual Effects in a Photoreal Feature | Jelmer Boskma, Frazer Churchill, Hal Couzens, Andrew Lockley and Hayley Williams | Nominalizare | [ 21 ]        |
| Women Film Critics Circle       | 19 decembrie 2016 | Best Family Film                                  | Miss Peregrine's Home for Peculiar Children                                      | Nominalizare | [ 22 ]        |